# Dragon Skin

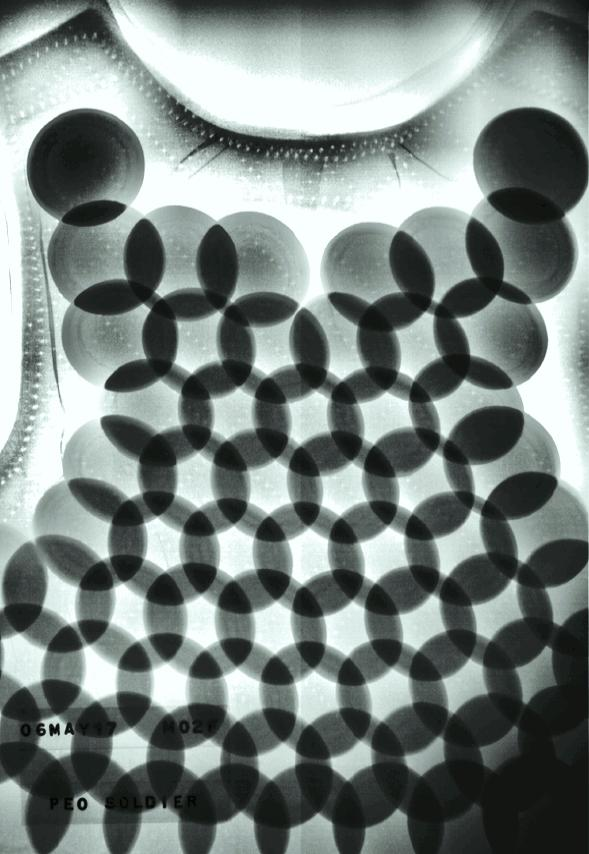
Vista ai raggi x di un giubbotto Dragon Skin

Il Dragon Skin (in lingua inglese "pelle di drago") è un giubbotto antiproiettile prodotto dalla ditta statunitense Pinnacle Armor, capace di sopportare diversi colpi di armi da fuoco con proiettili di grosso calibro. È realizzato con diversi strati di kevlar e placche di ceramica balistica composita, che si rompono all'impatto con il proiettile e riducono il colpo. La struttura a nido d'ape permette la resistenza del giubbotto a più impatti di molteplici calibri, aumentando in combattimento la sua efficacia e la sua protezione dell'individuo. Viene classificato come giubbotto di livello 7. In una puntata di Armi del futuro (Future Weapon), è stata testata la sua resistenza ad una granata a frammentazione in dotazione all'U.S. Army e il lato interno è rimasto integro; non si è sicuri della sopravvivenza all'urto dell'impatto.
Il Dragon Skin è stato usato da membri delle forze speciali statunitensi e contractor civili in Iraq e Afghanistan, da varie unità SWAT e dallo United States Secret Service.
La storia
L'armatura Dragon Skin è stata prodotta all'inizio degli anni 2000 dall'ormai defunta società Pinnacle Armor Inc. Pinnacle era una piccola azienda con circa 30 dipendenti in un edificio anonimo vicino all'aeroporto internazionale di Fresno Yosemite. 
Il suo design unico era costituito da una serie sovrapposta di dischi ceramici ad alta resistenza alla trazione che erano racchiusi in un tessuto in fibra di vetro. L'idea era quella di aumentare la protezione della ceramica standard migliorando allo stesso tempo la libertà di movimento di chi lo indossa.
Il progetto venne testato praticamente da tutti coloro che erano interessati. In un test molto pubblicizzato effettuato da History Channel il Dragon Skin respinse 120 colpi di 7.62 x 39 russo da un fucile d'assalto modello "Type 56" cinese. Discovery Channel a sua volta testò la detonazione a bruciapelo di una granata M67 americana, da cui non risultò alcuna penetrazione della faccia interna del giubbotto.
Dopo queste prestazioni alcuni enti interessati iniziarono prestare attenzione al prodotto ed inviarono i primi ordini. Un dipartimento di polizia di Fresno acquistò 26 set Dragon Skin per i suoi agenti SWAT dopo che un giubbotto fermò in un test diversi colpi di fucile calibro 7.62 x 51 e 30 colpi da 9 x x19 mm sparati da una pistola mitragliatrice Heckler&Koch MP5 da un metro e mezzo di distanza. Non contenti di ciò, completarono il tutto con 40 colpi di proiettili 7.62 x 39 mm con nucleo in acciaio dolce da un AK-47 insieme a 200 colpi da 9 x 19 mm sparati da un fucile mitragliatore. Dragon Skin sembrava essere un notevole salto in avanti nel design delle protezioni balistiche personali.
A fronte di queste prestazioni nel 2007 i media statunitensi si sono interessati a questa nuova protezione, e la domanda che si posero era: Perché le nostre truppe non lo indossano?
All'epoca l'Esercito americano aveva vietato l'uso di tutti i giubbotti antiproiettile commerciali acquistati privatamente nel teatro operativo, lasciando alle truppe la possibilità di scegliere tra pochi modelli di giubbotti antiproiettile approvati dall'Esercito. È interessante notare che questo divieto si riferiva specificamente a Dragon Skin della Pinnacle Armor, affermando che la pubblicità dell'azienda implica che Dragon Skin "ha prestazioni superiori" all'equipaggiamento fornito ai militari, e che l'Esercito americano contesta tale affermazione.
Che cosa non ha funzionato?
Sull'argomento vi sono due teorie. La prima sostiene che il giubbotto Dragon Skin, nonostante i test approfonditi - sulla carta - da parte dei media, era inaffidabile. Prima di emettere il divieto, l'Esercito acquistò 30 set di Dragon Skin per scoprire che non avevano superato il secondo round di test effettuati dalle televisioni e non soddisfacevano i requisiti ESAPI standard. Il fallimento nella prima prova è, solitamente, il punto in cui un test termina, ma a causa dell'elevato interesse per il prodotto, venne effettuato un test completo. Questo si concluse con 13 penetrazioni complete o gravi deformazioni della faccia interna dell'armatura. Le analisi ai raggi X effettuate dopo il test hanno mostrato che il design del giubbotto era completamente delaminato dal suo supporto, spingendo l'Esercito a nominare specificamente il marchio al momento dell'emissione del divieto.
La seconda è una teoria più sinistra. Le affermazioni e le tattiche di marketing di Pinnacle Armor erano eccessivamente aggressive, alterando la scala dei valori all'interno dell'industria delle armature e dell'Esercito. L’amministratore delegato di Pinnacle Armor dichiarò all'epoca che l’Esercito aveva richiesto di acquistare il brevetto del prodotto e che lui aveva rifiutato. Da più parti si ritiene che questo comportamento, così come la necessità di proteggere la reputazione dei prodotti esistenti, sia stata la vera causa dei “dubbi” dei militari sull’efficacia del Dragon Skin, che alla fine si rivelarono fondati alla luce dei risultati catastrofici dei test. I rapporti dell'epoca affermano che i giubbotti furono trattenuti dall'Esercito per una o due settimane prima di essere sottoposte ai test, suggerendo che avrebbe potuto essere possibile la manomissione del prodotto.

Di fatto i test effettuati dalle forze armate decretarono la fine del Dragon Skin; il risultato è che nel 2020 non ci sono utenti noti di Dragon Skin.